# Héctor Thomas

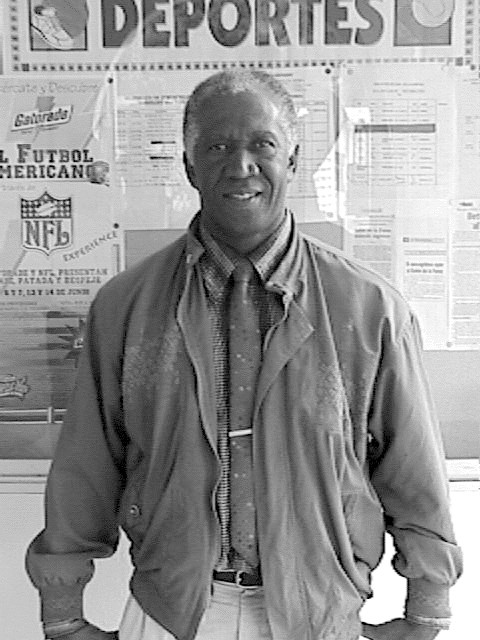
Héctor Thomas, 1998

Héctor Thomas (Héctor Thomas Martínez; * 10. Oktober 1938 in El Callao, Bolívar; † 23. Dezember 2008 in Caracas) war ein venezolanischer Leichtathlet, der seine größten Erfolge im Zehnkampf hatte.
Bei den Panamerikanischen Spielen 1959 in Chicago wurde er Vierter im Zehnkampf. 1960 kam er in dieser Disziplin bei den Olympischen Spielen in Rom auf den 20. Platz und siegte bei den Iberoamerikanischen Spielen.
Bei den Leichtathletik-Südamerikameisterschaften 1961 in Lima gewann er Bronze im Kugelstoßen. 1962 holte er bei den Zentralamerika- und Karibikspielen Gold im Fünfkampf und Silber im Kugelstoßen und verteidigte seinen Titel bei den Iberoamerikanischen Spielen.
1963 gewann er bei den Panamerikanischen Spielen in São Paulo jeweils Bronze im Zehnkampf und in der 4-mal-100-Meter-Staffel. Bei den Südamerikameisterschaften in Cali siegte er im Zehnkampf, im Weitsprung und im Speerwurf.
Bei den Olympischen Spielen 1964 in Tokio brach er den Zehnkampf nach der siebten Disziplin ab.
1965 verteidigte er bei den Südamerikameisterschaften in Rio de Janeiro seinen Titel im Zehnkampf und holte Silber über 100 m und im Weitsprung.
Im Zehnkampf gewann er bei den Panamerikanischen Spielen 1967 in Winnipeg Silber, bei den Südamerikameisterschaften 1969 in Quito Gold, bei den Zentralamerika- und Karibikspielen 1970 Bronze und bei den Südamerikameisterschaften 1971 in Lima Gold.
Seine persönliche Bestleistung im Zehnkampf von 7340 Punkten stellte er am 16. August 1964 in Caracas auf.